# Писарь (река)

Писарь — река в России, протекает в Касимовском районе Рязанской области. Правый приток Унжи.

## География
Река Писарь берёт начало у села Подлипки. Течёт на восток по открытой местности. Впадает в Унжу ниже деревни Алферьево. Устье реки находится в 24 км по правому берегу реки Унжа. Длина реки составляет 12 км.

## Данные водного реестра
По данным государственного водного реестра России относится к Окскому бассейновому округу, водохозяйственный участок реки — Ока от впадения реки Мокша до впадения реки Тёша, речной подбассейн реки — бассейны притоков Оки от Мокши до впадения в Волгу. Речной бассейн реки — Ока.
По данным геоинформационной системы водохозяйственного районирования территории РФ, подготовленной Федеральным агентством водных ресурсов:
- Код водного объекта в государственном водном реестре — 09010300112110000030169
- Код по гидрологической изученности (ГИ) — 110003016
- Код бассейна — 09.01.03.001
- Номер тома по ГИ — 10
- Выпуск по ГИ — 0